# Брайт, Мэттью
Мэттью Брайт (англ. Matthew Bright) (род. 8 июня 1952 года) — американский режиссёр, сценарист и актёр. Известен как режиссер фильма «Шоссе» (1996). Не снимает новых фильмов с 2003 года.

## Биография
Брайт родился 8 июня 1952 года. Его первой работой в кино Ричарда Эльфмана «Запретная зона» (1980), в котором он стал соавтором сценария и сыграл одну из ролей. В фильме он играет сразу двух персонажей-близнецов с садомазохистическими наклонностями, которых насилует Сатана, а затем отрубает им головы (Сатану играет друг детства Брайта, Дэнни Эльфман).
Затем Брайт написал сценарии фильмов «Дикий огонь» (1988), «Без ума от оружия» (1992), «Восхождение тёмного ангела» (1994) и «Отрубленные головы» (1994).
В 1996 году Брайт дебютировал как режиссёр с фильмом «Шоссе», основанном на сказке про Красную шапочку. В 1998 году Брайт написал сценарий вампирской комедии «Нежить». В 1999 году режиссёр снял продолжение истории, «Шоссе 2: Признания трюкачки» c Наташей Лионн в главной роли. В 2002 году он снял фильм «Потрошитель» про серийного маньяка Теда Банди.
Вышедший в 2003 году фильм «Маленькие пальчики» стал последней на сегодняшний день работой режиссёра. Из-за скандала между Брайтом и продюсерской компанией, его отстранили от монтажа фильма, а режиссёрскую версию сократили со 150 минут до 90.